# La grande paura
La grande paura è un film del 1973 diretto da Thomas S. Alderman.

## Trama
Sei amici speleologi rimanngono intrappolati per settimane in una grotta. Per poter sopravvivere il gruppo il gruppo amputa il braccio di uno di loro e se ne cibano. Anni dopo i membri del gruppo iniziano ad essere uno ad uno uccisi da un individuo misterioso.

## Distribuzione
Il film venne distribuito nei cinema statunitensi dalla Media Cinema Group nel 1973.

### Home media
Il film è stato distribuito in VHS e DVD da diverse società, forse nemmeno tutte proprietarie dei diritti di distribuzione del film. Inoltre, la maggior parte delle versioni home video attuali presenta la versione censurata del film. La versione integrale del film è stata distribuita in VHS dalla Video Gems nel 1981. Il film è stato anche distribuito in versione integrale in Blu-ray dalla Vinegar Syndrome.

## Versione censurata
Una versione pesantemente censurata del film della durata di 89 minuti fu distribuita nel 1985 in formato video dalla The Congress Video Group. In questa versione tutto il sangue mostrato nel film è stato completamente eliminato. Le uniche eccezioni sono le due scene iniziali in cui viene amputato il braccio del cadavere (anche se i rumori del taglio sono stati rimossi) e quando Paul Carr apre il pacco che lo conteneva.